# 韩逊
韓遜（9世纪?—914年），唐朝灵州（今宁夏吴忠）人。唐朝末年和后梁时期的灵州节度使，是唐朝末任朔方节度使，也是五代十国时期后梁首任朔方节度使，同时兼领河西节度使。

## 生平

### 唐朝时期
韩逊原为唐朝灵州列校，即灵州军府的一名牙将。唐朝末年大乱，藩镇割据，韩逊在地方兵士的拥戴下，占据灵州、盐州地方，自称朔方节度使留后，上表唐昭宗后，朝廷授以节钺，正式封韓遜为朔方节度使。昭宗天复元年（901）十一月，朱温以兵入关，请昭宗迁都洛阳，宦官韩全诲与凤翔节度使李茂贞劫持昭宗到凤翔，韩逊上表说有回鹘部族请求率兵勤王，翰林学士韩偓以为不妥拒绝了请求。
唐哀帝天祐三年（906），吐蕃率七千骑兵向凉州、灵州一带进犯。韩逊发现并有效抗击了吐蕃势力的入侵。

### 五代后梁时期
公元907年，朱温废唐哀帝，唐朝灭亡，后梁建立。邠宁节度使杨崇本、鄜坊节度使李周彝、凤翔节度使李茂贞都起兵反对朱温，朔方节度使韩逊与夏州节度使李思谏没有起兵反对。朱温加封韩逊检校太尉、同平章事、朔方军兼领河西节度使。后梁开平三年（909）年6月，朔方节度使韩逊率朔方军攻占盐州，斩杀盐州刺史李继直等六十二人。开平三年（909年）十一月，后梁忠武军节度使刘知俊自同州（今陕西大荔县）叛归岐王李茂贞，李茂贞指使刘知俊帅邠、岐、秦、泾四州之师数万兵马攻打韩逊，夺取灵州及河套平原，作为牧马之地。韩逊竭力以拒，同时向后梁乞援。刘知俊不能攻破，于十二月撤退。朱温加封韩逊中书令，封颍川郡王。
韩逊善于治理，发展当地农业，减免赋税，同时避免了不必要的战争，同时对部下也很好。韩逊在世时，灵州人民请立生祠，朱温诏礼部侍郎薛廷珪撰文，赐之生韩逊祠。灵州韩逊祠堂在北宋时期依然存在。
贞明四年（914年）五月，韩逊去世，其子韩洙立为朔方节度使留后。《新五代史》有韩逊传。

## 家族
韩洙（？～929年），韩逊子。其父病故，后梁末帝朱瑱遂任命他为朔方节度使、特进检校太傅、同平章事。贞明四年（918年），加开府仪同三司。至后唐政权建立，唐庄宗李存勖任命韩洙兼领河西（今甘肃武威）节度使，后唐明宗再加显爵。后唐天成四年（929年）卒于任所。《新五代史》中有其附传。
韩澄（生卒年不详），韩逊子，韩洙弟。韩洙故后，后唐明宗即命以其弟韩澄为朔方节度使。后升任磁州刺史（今河北磁县）等职。韩澄不知所终，后人无考。